# Дуцик Діана Ростиславівна
Діа́на Ростисла́вівна Ду́цик (нар. 6 квітня 1975, м. Тернопіль) — українська журналістка, блогерка, громадська діячка. Заслужений журналіст України, кандидат філологічних наук.
Членкиня Національної спілки журналістів України (1993).

## Життєпис
Народилася в Тернополі, де закінчила загальноосвітню школу 1992 року. Вищу освіту здобула в Інститут журналістики Київського національного університету ім. Тараса Шевченка, який закінчила з червоним дипломом (1994—1999).

### Кар'єра
Працювала кореспондентом газети «Тернистий шлях» у Тернополі (1992—1993), далі в Києві: спеціальним кореспондентом тернопільського тижневика «Західна Україна» (1993—1995); кореспондентом газети «Наша Україна» (1995—1996); парламентським кореспондентом відділу політики щоденної газети «Україна молода[[]]» (1997—2002).
На парламентських виборах 2002 року працювала у групі спічрайтерів Віктора Ющенка.
Головний редактор громадсько-політичного тижневика «Без цензури» (2003—2007), головний редактор інтернет-видання «ПіК України» (2008—2009). У травні — жовтні 2009 року — політичний оглядач Українського незалежного центру політичних досліджень (УНЦПД). У жовтні 2009 — липні 2010 року — головний редактор журналу «Главред»; у липні — грудні 2010 року — шеф-редактор журналу «Главред» та групи сайтів «Главред»; у січні — липні 2011 року — шеф-редактор групи сайтів «Главред». З жовтня 2011 по жовтень 2014 року — головний редактор сайту MediaSapiens (ГО «Телекритика»). З жовтня 2014 по грудень 2017 року — виконавчий директор ГО «Детектор медіа».
Засновниця й виконавча директорка ГО «Український інститут медіа та комунікації».

### Творчість
Авторка численних публікацій у пресі на теми суспільно-політичного життя, журналістської етики тощо. Блогерка Укрінформу. Друкувала вірші в газетах «Ровесник», «Русалка Дністрова».

### Наукова робота
Кандидат філологічних наук (2004), доцент.
- 2001 р. — старший викладач Могилянської школи журналістики НАУКМА (курс «Сучасна теорія та практика періодичної преси»).
- 2004 р. — захистила кандидатську дисертацію на тему «Роль ЗМІ в забезпеченні політичних прав та свобод громадян в демократичному суспільстві».
- 2005 р. — вийшла монографія «Політична журналістика» (Дуцик Д. Політична журналістика. — К.: Вид. дім «Києво-Могилянська академія», 2005. — 138 с.).

### Підвищення кваліфікації
- 2002 р. — стажування в українській редакції «Німецької хвилі» (Кельн, Німеччина) в межах програми Фонду графині Дюнгоф.
- 1999 р. — інтенсивне навчання в Школі права (Варшава, Польща) за рекомендацією офісу Уповноваженого з прав людини Верховної Ради України.

## Громадська діяльність
Членкиня Ради з питань свободи слова та захисту журналістів при Президентові України (з 6 листопада 2019). Членкиня Громадської ради при Комітеті Верховної Ради України з питань свободи слова (з 2024). 
Членкиня Всеукраїнської громадської організації «Комісія з журналістської етики» (з 2020).
Учасниця міжнародних, науково-практичних конференцій з питань журналістики, інформаційної діяльності.

## Нагороди
- Почесне звання «Заслужений журналіст України» (2007)[6]
- Орден св. великомучениці Варвари (2006, УПЦ КП)

## Наукові публікації
1.Diana Dutsyk. Eigentumsstrukturen der Massenmedien in der Ukraine // Arbeitspapiere des Instituts für Rundfunkökonomie, Köln, 2010

2. Дуцик Д. Українські медіа: від авторитарного до демократичного дискурсу// «Журналістика». Магістеріум. Випуск 22. Національний університет «Києво-Могилянська академія». — К.: Вид. дім «Києво-Могилянська акад.», 2006 — С. 39—41

3. Дуцик Д. Українські президентські вибори-2004: роль ЗМІ в процесах роз'єднання та об'єднання України (публікація в рамках науково-практичної конференції 14—15 січня 2005 року (Познань, Польща))

4. Дуцик Д. Україна і світ: інформаційні ризики в сучасних політичних умовах//Вісник Київського нац. ун-ту ім. Т. Г. Шевченка. Журналістика. Вип.10/За ред. В. В. Різуна. — Київ, 2002.

5. Дуцик Д. ЗМІ як комунікативний засіб між суспільством та державою// Нова політика. — № 2 (34), 2001. 

6. Дуцик Д. Мас-медіа і політична криза: посилення залежності ЗМІ // Публіцистика і політика. Збірник наук. праць. Вип. 2 / За заг. ред. проф. В. І. Шкляра. — К., 2001. — С. 4—8 

7. Дуцик Д. ЗМІ і громадянське суспільство // Українська журналістика в контексті світової: Збірник наук. праць. Вип. 5 / За заг. ред. проф. В. І. Шкляра. — К., 2001. — С. 32—39

8. Дуцик Д. Політична журналістика — дзеркало суспільних процесів// Українське журналістикознавство. — Вип. 1. — К., 2000. 

9. Дуцик Д. ЗМІ в контексті сучасної політичної ситуації // Публіцистика і політика. Збірник наук. праць / За заг. ред. проф. В. І. Шкляра. — К., 2000. — С. 19—22 

10. Дуцик Д. Вплив ЗМІ на аудиторію (електорат). Формування громадської думки // Міжнародна журналістика — 99: Збірник робіт магістрів і спеціалістів із спеціалізації «Міжнародна журналістика» / Київський університет імені Тараса Шевченка, Інститут журналістики / Відп. ред. д-р філол. наук О. К. Мелещенко. — Вип.1. — К., 1999. — С. 149—155 

11. Дуцик Д. Політичні свободи та відповідальність українських мас-медіа // Українська журналістика в контексті світової: Збірник наук. праць. Вип. 4 / За заг. ред. проф. Шкляра В. І. — К., 2000. — С. 11—15

### Монографії
Політична журналістика. — К.: Вид. дім «Києво-Могилянська академія», 2005. — 138 с. — Бібліогр.: С. 130—137.